# Xian de Haiyan (Zhejiang)
Pour les articles homonymes, voir Haiyan.
Le xian de Haiyan (海盐县 ; pinyin : Hǎiyán Xiàn) est un district administratif de la province du Zhejiang en Chine. Il est placé sous la juridiction administrative de la ville-préfecture de Jiaxing.

## Démographie
La population du district était de 364 812 habitants en 1999.